# Troupe de La Monnaie en 1787

## Composition de la troupe duThéâtre de la Monnaieen1787
L'année théâtrale commence le 9 avril 1787 et se termine le 9 février 1788.
| Acteurs et chanteurs       | Actrices et chanteuses  |
| -------------------------- | ----------------------- |
| Adam                       | Adam                    |
| Bursay                     | Adélaïde                |
| Bursay fils                | Berthéas                |
| Calais                     | Blondel                 |
| Champmêlé                  | Bursay                  |
| Debatty                    | Cretu                   |
| Duquesnoy                  | D'Humainbourg           |
| Dusauzin                   | D'Humainbourg nièce     |
| Fontaine                   | Duquesnoy               |
| Grégoire                   | Fleury                  |
| La Rivière                 | Fleury-Deligny          |
| La Sozelière               | France                  |
| Le Jeune                   | Julie                   |
| Maréchal                   | La Sozelière            |
| Mees                       | La Tour                 |
| Pauwels                    | Le Roy                  |
| Ricquier                   | Mees                    |
| Saint-Vair                 | Ricquier                |
| Vasseur                    | Saint-Léger             |
| Vernet                     |                         |
| Virion                     |                         |
| Danseurs et figurants      | Danseuses et figurantes |
| Le Fèvre, maître de ballet | D'Humainbourg           |
| Jouardin                   | Mercier                 |
| Van Hamme                  |                         |
| Autre personnel            |                         |
| Flon, imprimeur            | Devits, receveur        |

### Source
- Nouvel almanach ambigu-chantant, Gand 1788.